# Review bombing
Il review bombing è un fenomeno di Internet in cui un grande gruppo di persone, o anche una singola persona con molteplici account, lascia recensioni negative per un'opera pubblicata (i casi più comuni riguardano i videogiochi o i film) nel tentativo di boicottare le vendite o la popolarità dell'opera, in particolare per attirare l'attenzione verso un problema con il prodotto o chi lo vende. Mentre un review bombing potrebbe essere una conseguenza dell'effettiva cattiva qualità del prodotto, potrebbe anche essere dovuto a questioni culturali o politiche associate al prodotto, a chi lo vende o ad opere correlate. L'obiettivo è attirare l'attenzione mainstream verso quella questione, in particolare se il venditore non ha un canale di comunicazione aperto o se non sembra rispondere al riscontro diretto dei consumatori, ma potrebbe anche essere un mezzo di coercizione di massa o semplicemente trolling. Spesso tuttavia il termine viene abusato per delegittimizzare le critiche al prodotto in questione, caratterizzandole come non genuine e quindi minimizzare la responsabilità degli autori nel fallimento dell'opera in questione.